# UILSCUOLA
La UIL SCUOLA è il sindacato dal personale (dirigente, direttivo,
docente, educativo, amministrativo, tecnico ed ausiliario) del settore, sia pubblico che privato, dell'istruzione che fa capo alla Unione Italiana del Lavoro (UIL).